# 接官亭 (臺南市)
接官亭，位於臺灣臺南市中西區風神廟前。是清朝時期臺灣府城的門戶，過去曾用於接待及迎送昔日來臺的清朝官員使用，現存一石坊、碑亭「峴石亭」與「棠蔭亭」，至今為府城現存四座牌坊之一，同時為臺南市市定古蹟。

## 沿革
台灣早期地處偏遠，早期清人來台，大都先由內陸抵廈門渡過台灣海峽後到達鹿耳門。再渡台江，最後進南河港入府城。為了接待來自大陸地區的清朝官員，清乾隆四年（1739年），台灣道鄂善善倡於鄰近臺江內海的大井頭設置接官亭，因台江淤塞，海退成陸之因素，渡頭轉而西移至南河港安瀾橋邊的鎮渡頭，初建有三進，分別為大門、官廳、風神廟以作為府城門戶，後在清乾隆四十一年（1777年）臺灣府知府蔣元樞重修風神廟，在風神廟東側建置公館以讓來臺的官員暫居，故又建立一石坊於風神廟前，以壯大聲勢且與與廟埕結為一體，加以保佑往來舟楫的行旅安全。
日治時期，大正七年（1918年）因市區改正計畫，導致原有風神廟舍以及旁邊接官亭公館遭到拆毀，後在大正十三年（1924年），當地士紳集資在原第一進的官廳地點上重建風神廟，將原本供奉在風神殿的神像移到其中供奉而成今貌。
2016年2月6日的高雄美濃地震，造成日治時期建的石造鐘樓（後考證為峴石亭）倒塌，鼓樓（後考證為棠蔭亭）結構也有受損，為該次地震中臺南古蹟受創最嚴重者。之後經過相關考據，於2017年9月18日舉行風神廟修復工程的開工祭拜儀式，2019年6月14日竣工，在7月25日完成驗收。同年（2019年）10月5日舉行入火安座儀式。

## 特色
接官亭牌坊為三間四柱二樓式花崗石造，頂端採歇山重檐式，高8.19公尺，寬8.66公尺，其構造之複雜居於台灣之首。其南面橫額題「鯤維永奠」，石柱上對聯「疊嶂重洋鞏內外千年鎖鑰，揆文奮武壯東南半壁金湯」。北面橫額題「鰲柱擎天」，石柱上對聯「萬年聖烈奠南天牛女躔分舜野，一路福星迎北極風雲會際堯衢」。兩幅對聯皆出自蔣元樞手筆。另曾在整修接官亭石坊自鐘樓上覓得一塊清代石碑，無落款年代與署名，僅僅銘刻「峴石」二字。

### 俗諺
據傳在乾隆元年（1736年），南河港曾出現黑龜精使往來的民眾紛紛受其侵擾，苦不堪言。後在乾隆4年為鎮壓黑龜精的作亂，建立接官亭與風神廟，但卻只鎮住黑龜精的四肢，牠的頭部仍可自由活動，繼續危害民眾。罪中直到蔣元樞的到來，將風神廟與接官亭重修，並立「千年鎖」石坊，用石柱鎮壓黑龜精的脖子後，才制伏這危害數十年的水怪。

## 外部連結
- 接官亭——文化部文化資產局  （页面存档备份，存于）
- 接官亭——文化部iCulture （页面存档备份，存于）